# Pont d'Arcole
Pour les articles homonymes, voir Arcole.
Le pont d’Arcole est un pont français situé à Paris. Il franchit le grand bras de la Seine, au niveau de l’île de la Cité.

## Situation et accès
Ce site est desservi par la station de métro Hôtel de Ville.
Il relie l'Hôtel de Ville sur la rive droite à l'Hôtel-Dieu sur l'île de la Cité.

## Description
Le pont d'Arcole est le premier pont parisien en fer ; large de 20 mètres et comportant une structure métallique sous forme d'une arche unique de 80 mètres de portée sise entre deux culées en pierre de taille, il est réalisé en 1856 sous la direction de l'ingénieur Alphonse Oudry. Sa construction dure moins de trois mois.

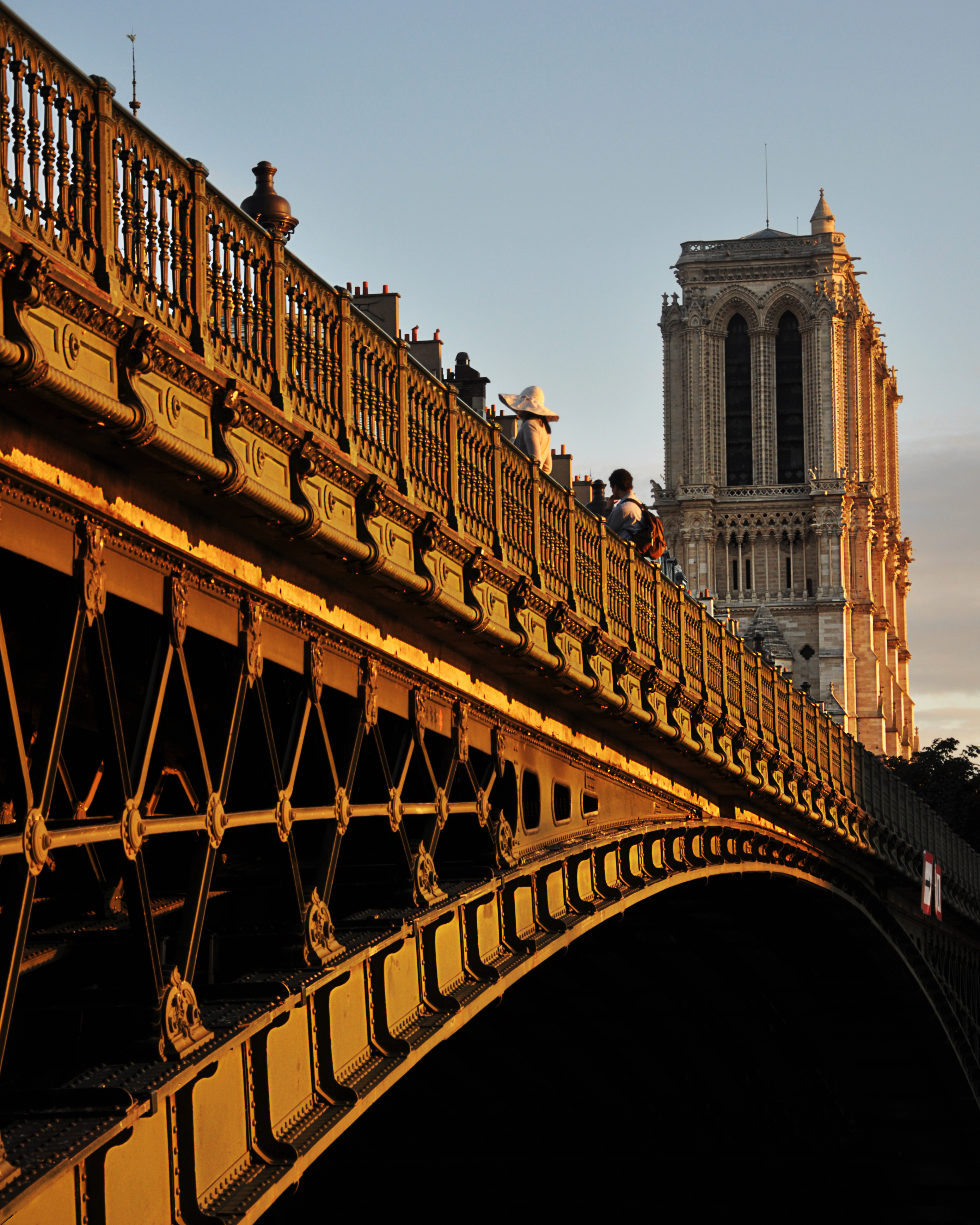
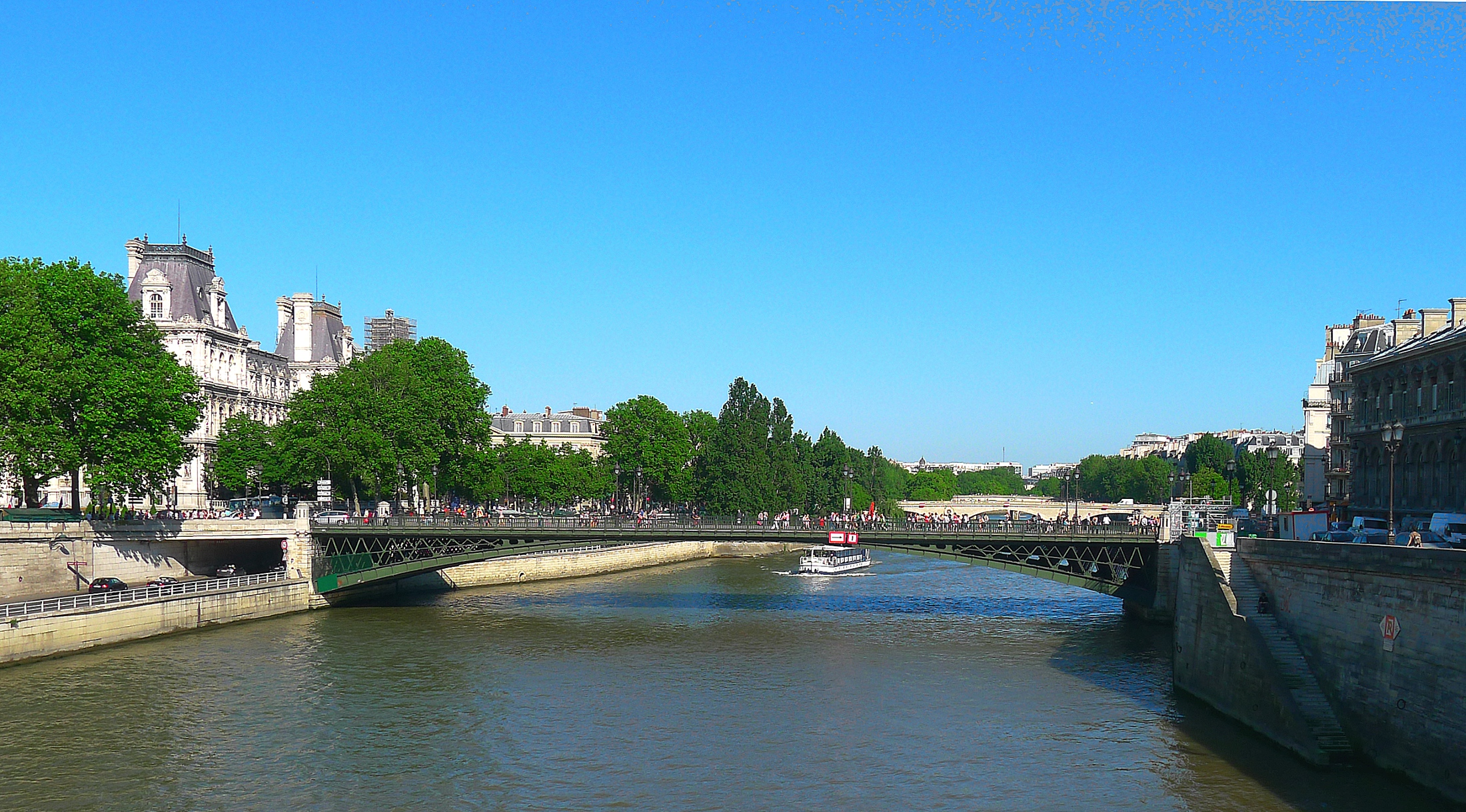
Pont d'Arcole et l'Hôtel de ville de Paris.
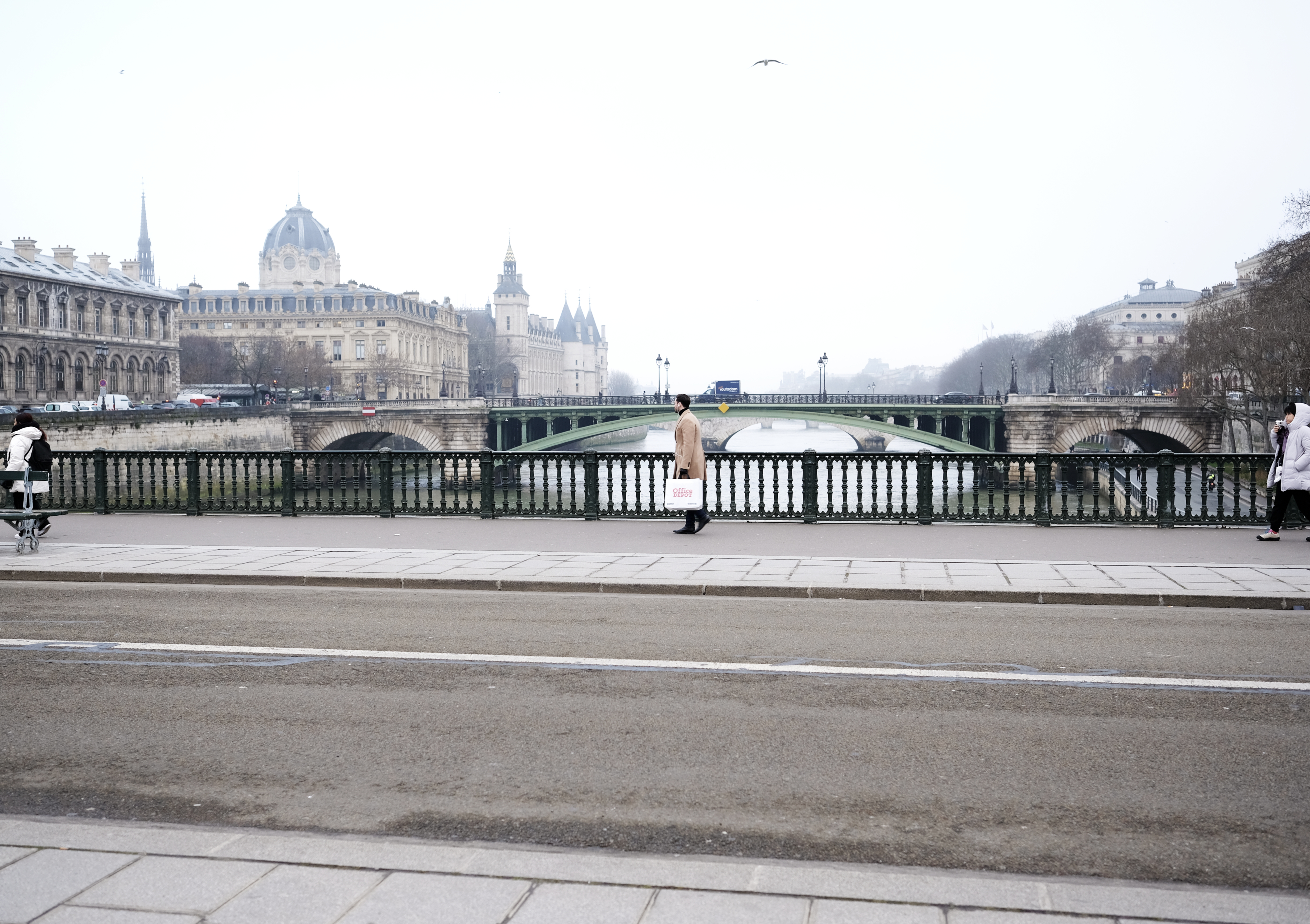
Sur le pont d'Arcole un matin d'hiver.

## Origine du nom
Selon Jacques Hillairet, Louis et Félix Lazare et Gustave Pessard, il porte le nom d'un jeune apprenti serrurier, fils d'un ancien sergent, tué au cours des Trois Glorieuses, le 28 juillet 1830, lors d'une contre-attaque des insurgés contre l'Hôtel de ville. 
Le tableau ci-contre, peint en 1830 et acquis en 1831 par Louis-Philippe pour le musée de Versailles, le représente, se saisissant d'un drapeau tricolore et entraînant les insurgés derrière lui. Mortellement atteint, il se serait écrié: « Mes amis, souvenez-vous que je me nomme Arcole ». 
Son propos a pu être déformé : peut-être voulut-il évoquer le souvenir de Bonaparte à la bataille du pont d'Arcole. Mais le pont, reconstruit en 1854, portera désormais ce nom.

## Historique

### Passerelle de 1828
Demandé dès le XVIIIe siècle[réf. nécessaire], c'est seulement en 1827 qu'une ordonnance royale autorise la construction du pont entre la place de l'Hôtel de Ville et l'île de la Cité. Construite en 1828 par Marc Seguin, une passerelle est ouverte à la circulation le 21 décembre de cette même année. Ce pont suspendu est composé de deux travées d'environ 40 m. Il ne mesure que 3,50 m de large entre les garde-corps et est réservé aux piétons.
La passerelle est d'abord appelée « pont de la Grève » pendant ses deux premières années. Elle prend ensuite son nom actuel. 

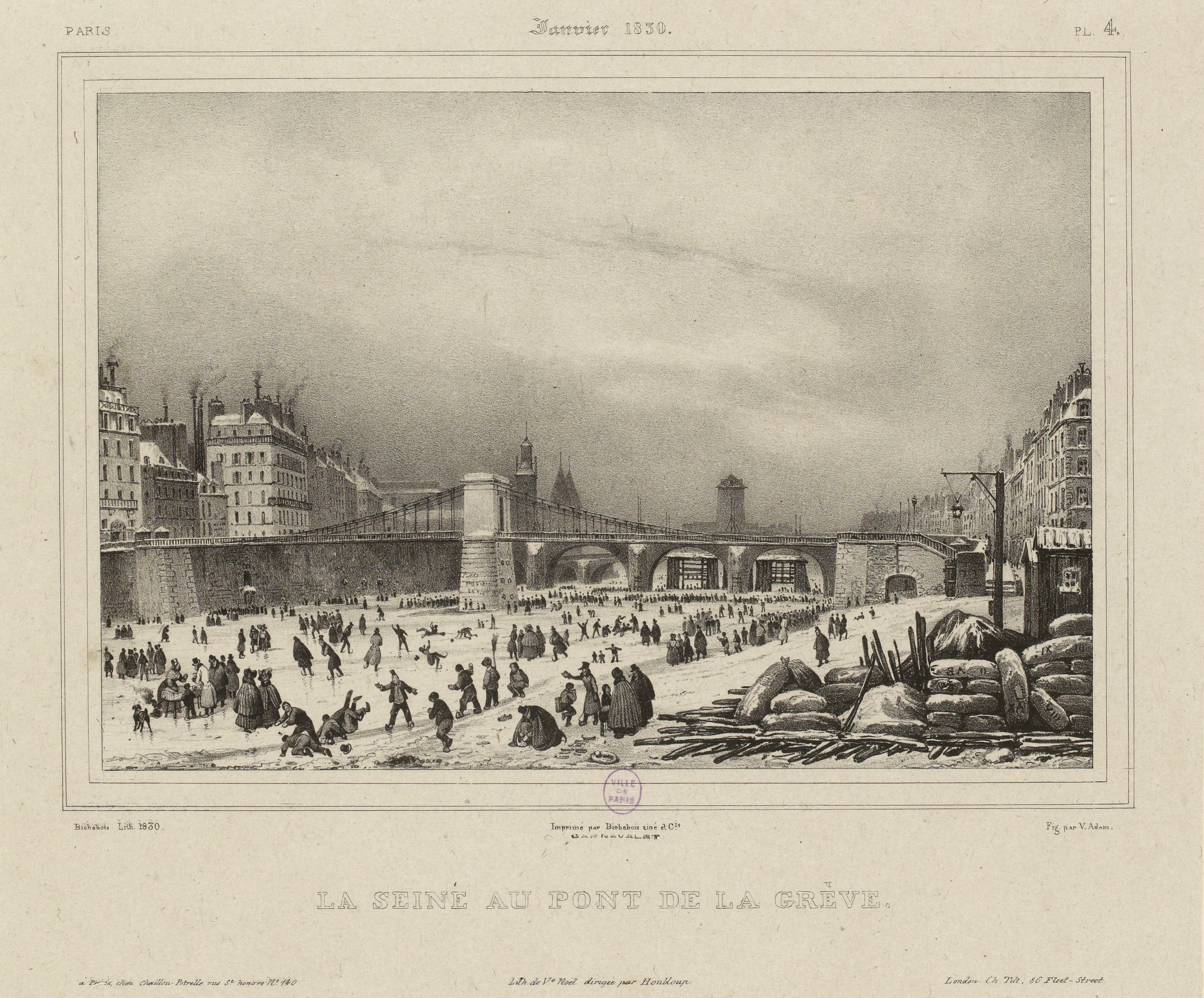
Le pont d'Arcole lors de l'hiver 1830.
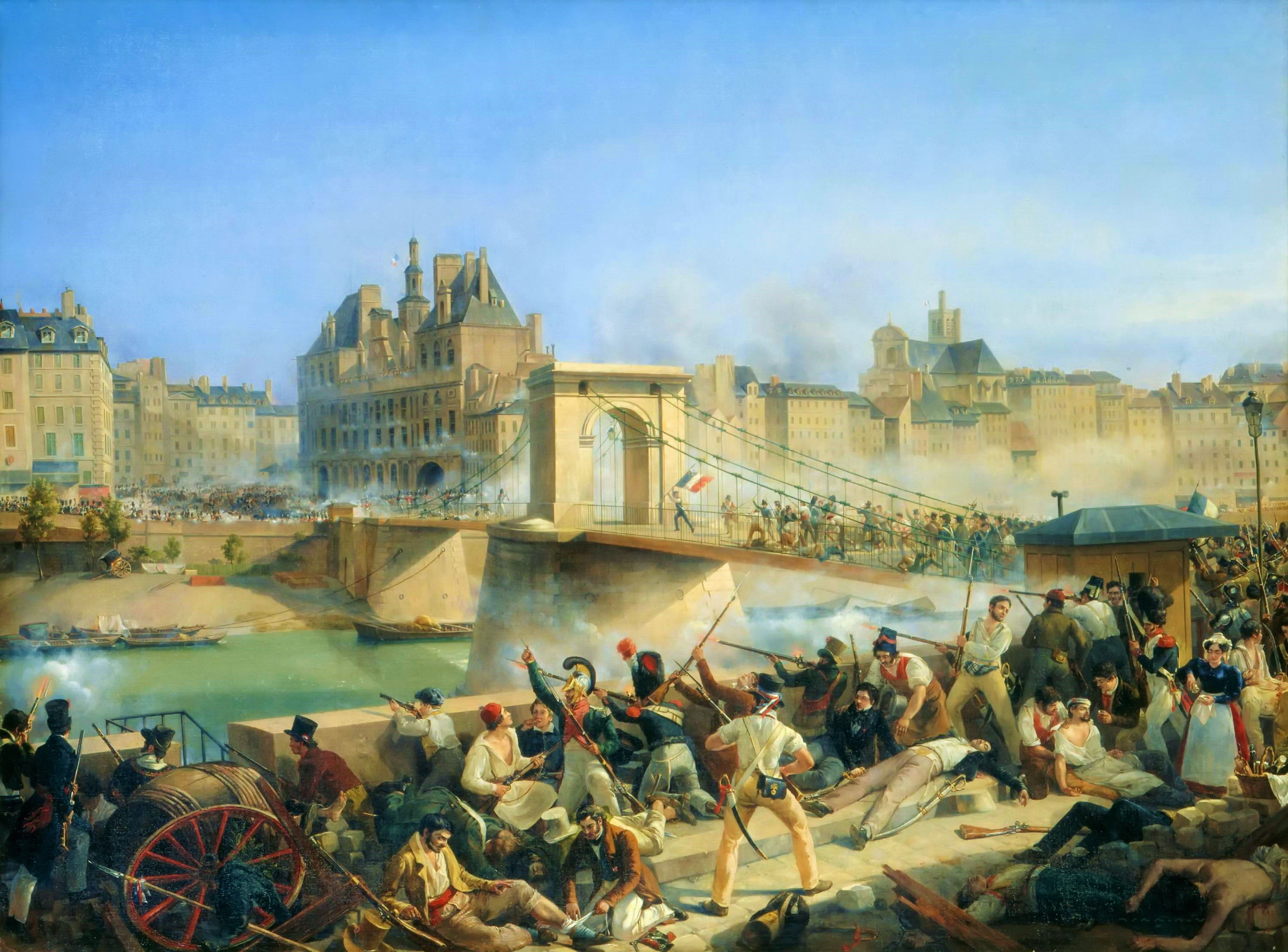
Prise de l'Hôtel de ville : le Pont d'Arcole, huile sur toile par Amédée Bourgeois, 1831, musée de Versailles.
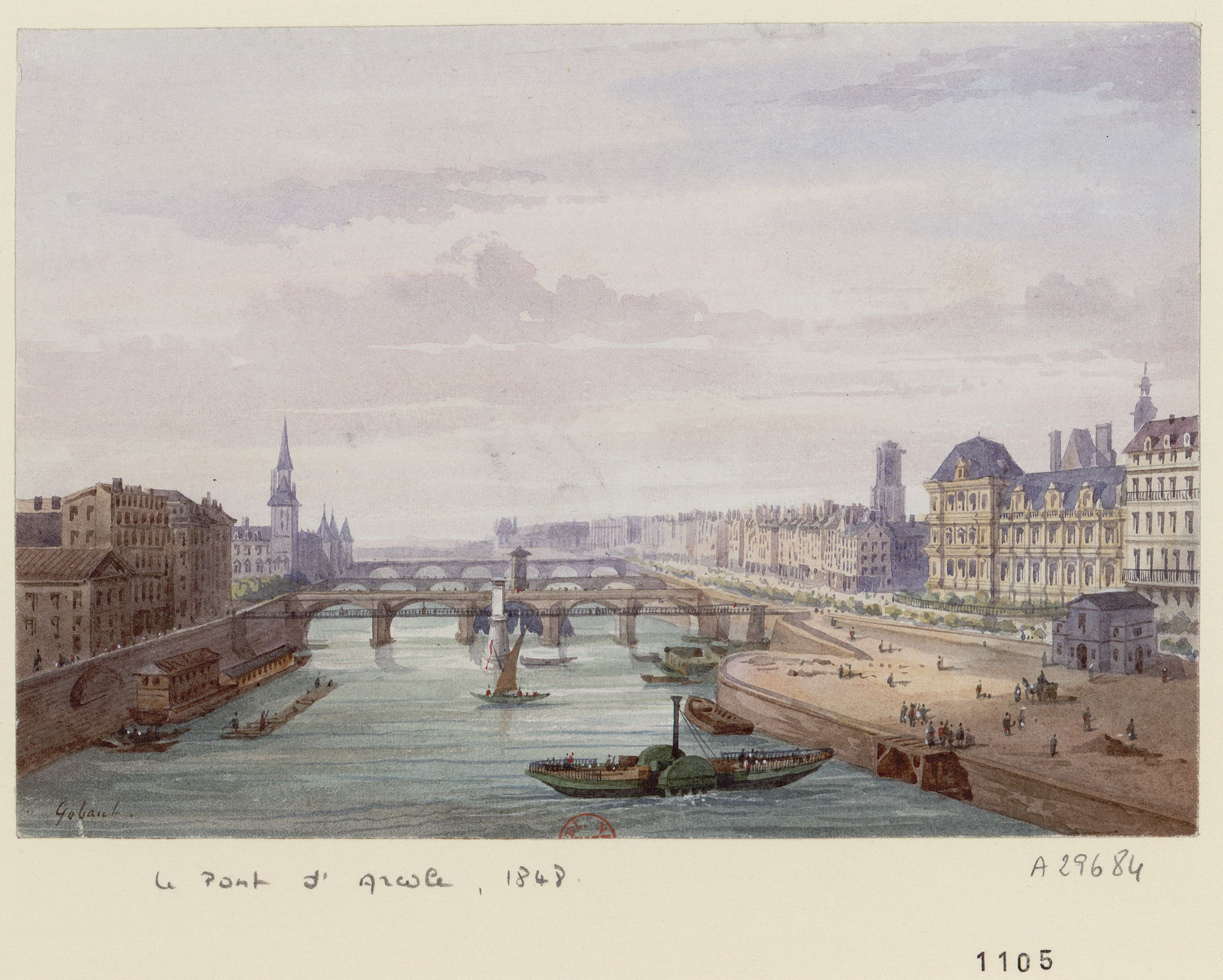
Le pont en 1848.

### Ouvrage métallique (1854)
En 1854, il est remplacé par un ouvrage métallique, plus solide et permettant le passage de véhicules conçu par Nicolas Cadiat et Alphonse Oudry. Le pont d'Arcole est alors novateur : c'est le premier pont sans appui sur la Seine entièrement réalisé en fer et non plus en fonte.

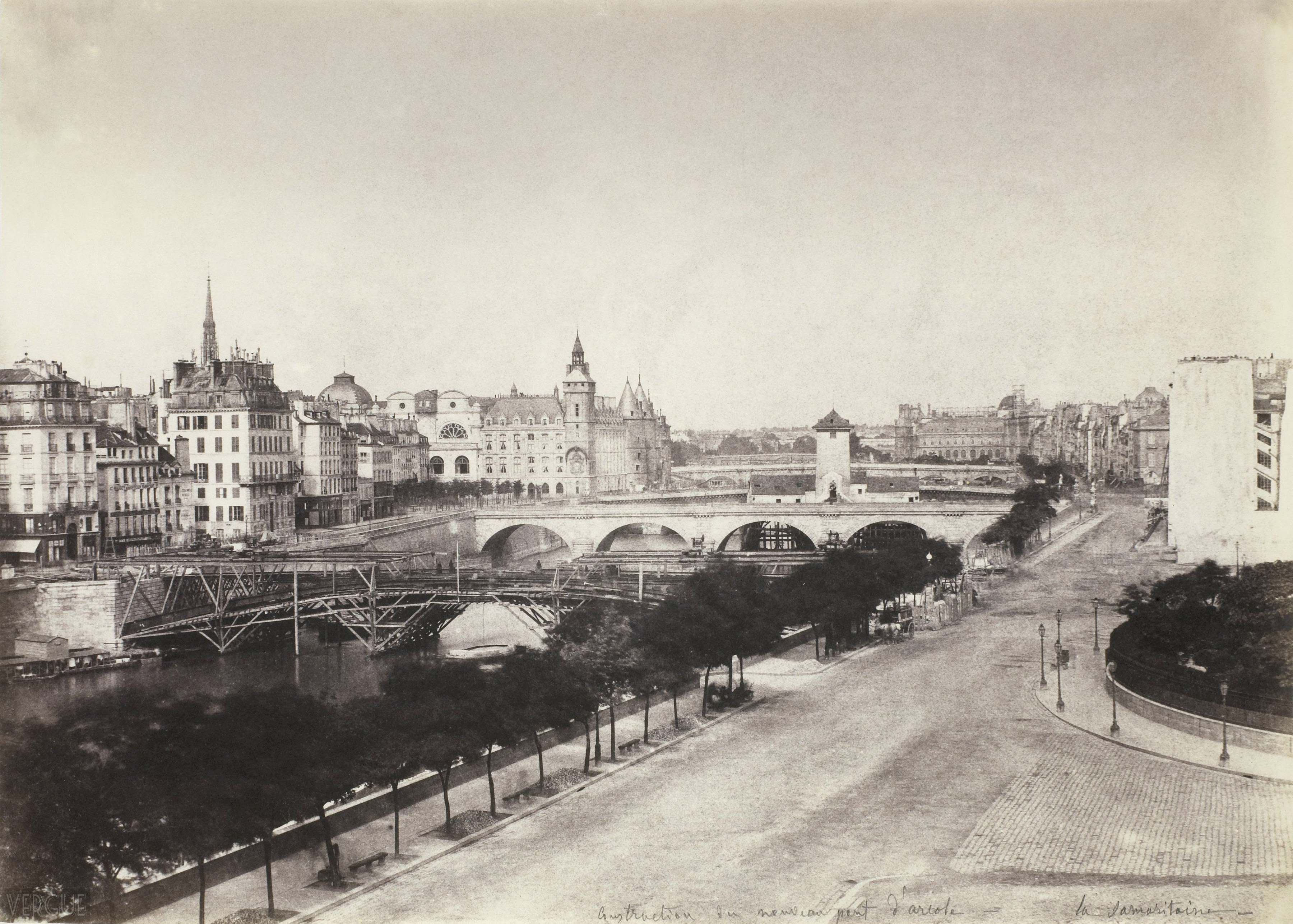
Construction du pont d’Arcole, 1855.
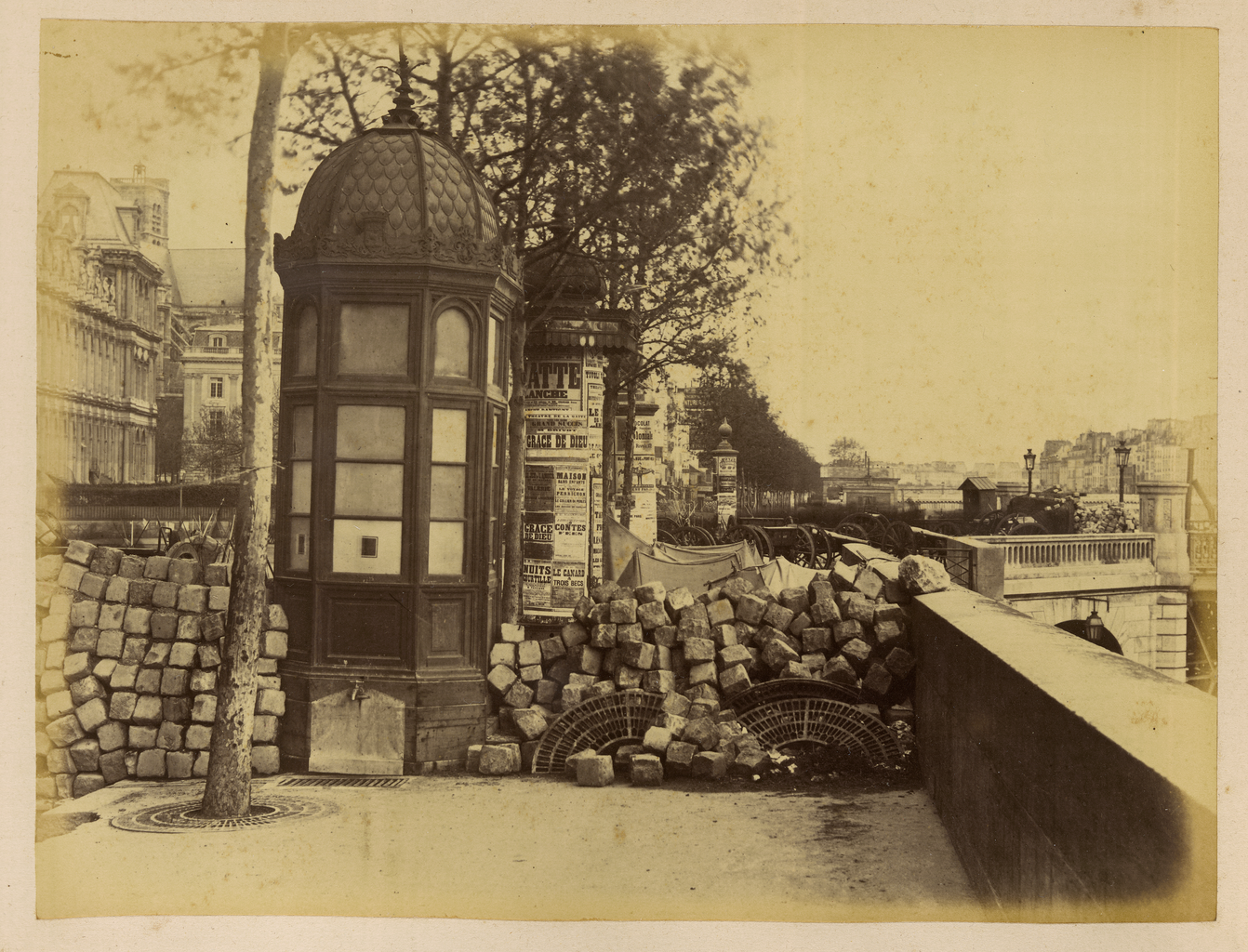
Barricade au niveau du pont d'Arcole en 1871.
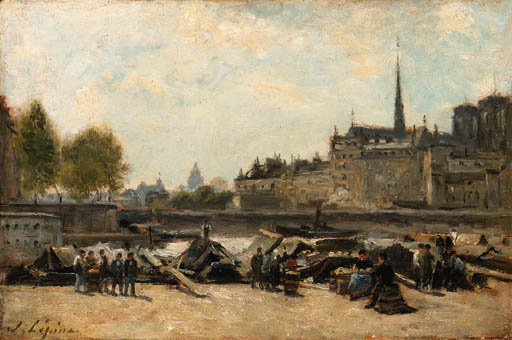
Le Marché aux pommes, Quai de Gesvres et Quai de l'Hôtel-de-Ville, près du Pont d'Arcole Stanislas Lépine, 1884-1888 Collection privée, Vente 2000.

Pourtant, le 16 février 1888 le pont s'affaisse brusquement de 20 cm, et doit alors être consolidé. Comme le montre Jean Résal dans son livre sur les ponts en arc métalliques, la conception du pont le rend très sensible aux effets thermohygrométriques.
Le 30 mars 1918, durant la Première Guerre mondiale, un obus lancé par la Grosse Bertha explose quai de l'Horloge, devant le pont d'Arcole.
C’est par le pont d'Arcole qu'arrivèrent sur la place de l'Hôtel de ville les premiers chars de la 2e division blindée du général Leclerc lors de la libération de Paris en août 1944.
C'est seulement entre 1994 et 1995 que la Ville de Paris fait procéder à la réfection complète du tablier, revoyant l'étanchéité et la peinture du pont par la même occasion.
En 2012, la Ville de Paris rénove les illuminations du pont d'Arcole pour réduire de 90 % la consommation d'énergie de l'ouvrage.